# Диёвское (электродепо)
ТЧ-1 «Диёвское» (укр. «Диєвське») — электродепо Днепровского метрополитена, обслуживает единственную Центрально-Заводскую линию. Открыто 27 декабря 1995 года. Расположено в промышленной зоне района Диёвка.
Сдано в эксплуатацию за два дня до пуска метрополитена, открывшегося 29 декабря 1995 года.
При планировании метрополитена предполагалась эксплуатация вагонов типа «И».

## В культуре
Электродепо вместе с Центрально-Заводской линией воссоздано в дополнении (моде) «Metrostroi Subway Simulator» к игре «Garry's Mod» в Steam, функционирует в виде аддона в Steam Workshop и разработано «игроком-энтузиастом». Дополнение отличается от других компьютерных симуляторов поезда высокой реалистичностью.

## Обслуживаемые линии
| # | Линия                      | Период                 |
| - | -------------------------- | ---------------------- |
| 1 | Центрально-Заводская линия | 1995 — настоящее время |

## Подвижной состав

### Пассажирский подвижной состав
| Тип              | Период                 | Вагонов в составе | Состояние               |
| ---------------- | ---------------------- | ----------------- | ----------------------- |
| 81-717.5/714.5   | 1995 — настоящее время | 3                 | регулярная эксплуатация |
| 81-717.5М/714.5М | 1995 — настоящее время | 3                 | регулярная эксплуатация |